# Tarangsskjær
Tarangsskjær est une île norvégienne du comté de Hordaland appartenant administrativement à Austevoll.

## Description
Rocheuse et désertique, elle s'étend sur environ 36 m de longueur pour une largeur approximative de 50 m.